# Pseudotorymus indicus
Pseudotorymus indicus is een vliesvleugelig insect uit de familie Torymidae. De wetenschappelijke naam is voor het eerst geldig gepubliceerd in 1942 door Mani.